# Jardim do Castelo de São Jorge
O Jardim do Castelo de São Jorge é um jardim em Lisboa.
Situa-se dentro das muralhas do castelo e é bastante agradável, tranquilo e muito frequentado por turistas. Possui zonas relvadas e 21 espécies de árvores, das quais se destacam sobreiros, alfarrobeiras, pinheiros-mansos, figueiras e oliveiras, além de um exemplar raro de um azereiro.